# Răculești
Răculești è un comune della Moldavia situato nel distretto di Criuleni di 1.841 abitanti al censimento del 2004.

## Località
Il comune è formato dall'insieme delle seguenti località: (popolazione 2004)
- Răculești (1.109 abitanti)
- Bălășești (732 abitanti)